# 浙南石棚墓群
浙南石棚墓群分布于浙江省温州地区瑞安棋盘山、平阳龙山头及苍南桐桥，已确定的有13处，属中国商周时代（公元前17世纪～前256年）的奴隶主墓葬群。挖掘始于1993年，出土了大量的印纹硬陶罐、原始黑瓷、原始青瓷、纺轮及各种青铜礼器等商周时期陪葬物品。
浙南石棚墓群可分为两类墓葬：
一类石棚较高大，四面各立高1米左右的支石，上盖巨形整石，长宽数米，厚约0.5米。二类石棚较低矮，巨形整石下以若干小石作为支垫。
浙南石棚墓群是中国南方唯一的石棚分布区，亦是世界文明史上巨石文化遗产的重要组成部分，对研究中国商周时期东亚大陆沿海地区社会状况具有很高的历史价值。
2001年，浙南石棚墓群被中国国务院列为全国重点文物保护单位。